# Slazenger

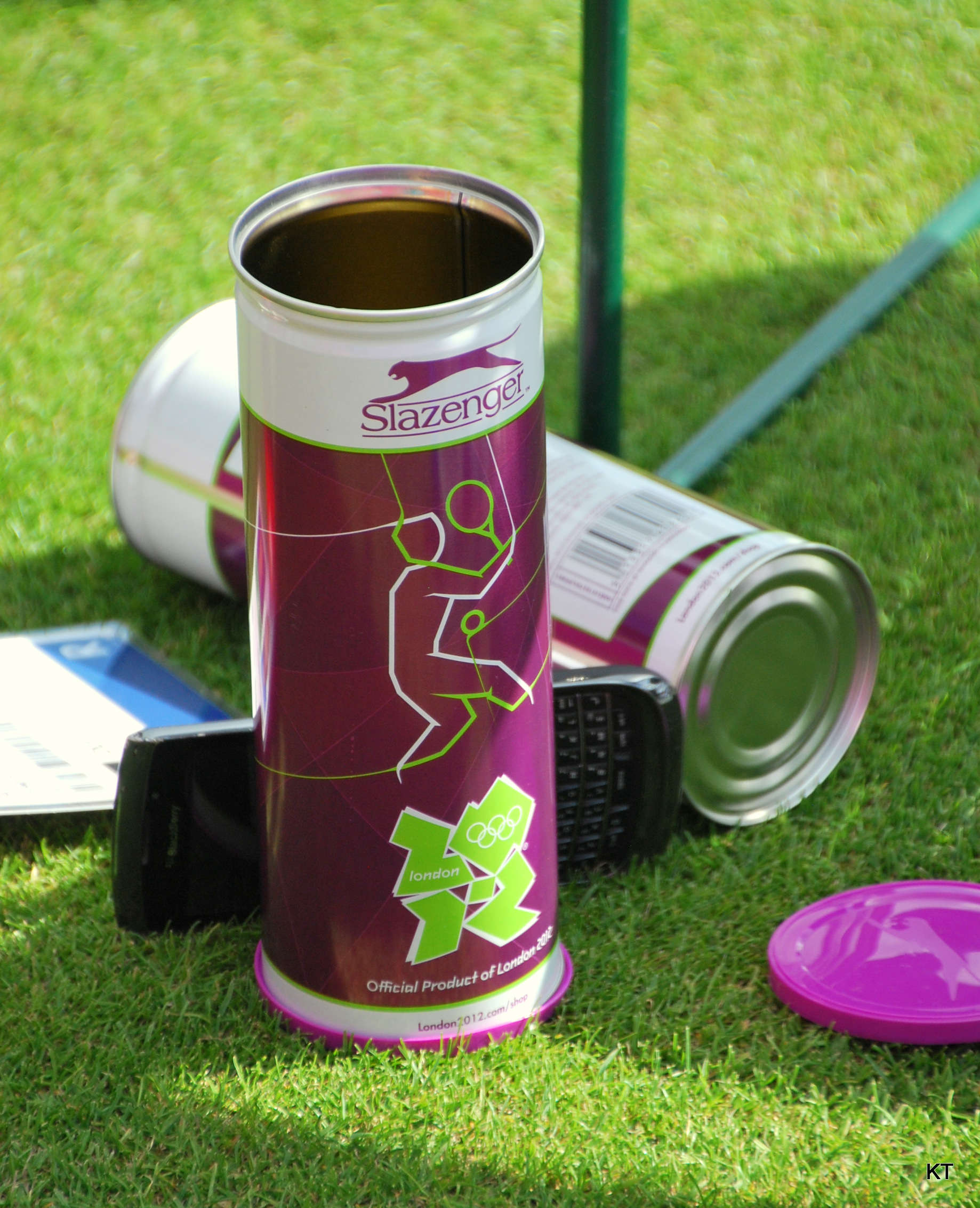
Tennisball-Sonderedition von Slazenger für die Olympischen Spiele 2012

Slazenger ist eine englische Marke für Sportartikel, deren Herstellung 1881 begann. Traditionell war Slazenger besonders im Tennis und beim Golf vertreten.

## Geschichte
Slazenger wurde von den jüdischen Brüdern Ralph (* 1844) und Albert Slazenger (* 1857) 1881 in England gegründet und startete seine Produktion mit der Herstellung von Sportgeräten wie Golf- und Tennisbällen, Tennis- und Cricketschlägern. Seit 1902 liefert man die Tennisbälle für Wimbledon.
1922 eröffnete das Unternehmen seine ersten Fabriken in Australien, 1924 folgten weitere in Kanada. 1933 gewann Fred Perry sein erstes Grand-Slam-Turnier mit Schlägern der Marke. Im Zweiten Weltkrieg produzierte man auch Waffen, 1940 wurden die Slazenger-Fabriken in London durch deutsche Bomben komplett zerstört.
1959 verkaufte Ralph Slazenger Jr. das Unternehmen an Dunlop Rubber. 1963 brachte Slazenger erstmals eine Bekleidungslinie für den Profisport heraus, heute gibt es von der Firma auch Uhren und Accessoires. Der Film Goldfinger bewirkte 1964 einen enormen Werbeeffekt, als Bond den Titelbösewicht schlägt, indem er auf einen Ball der Marke tritt (und ihn somit vor Goldfinger verbirgt) und einen ihrer Pullis trägt.
BTR (heute Invensys) kaufte 1985 Dunlop Rubber und fasste alle ihre Sportmarken unter dem Namen „Dunlop Sport“ zusammen. 1996 wurde die von der restlichen Dunlop abgetrennte Firma nach abermaligem Eigentümerwechsel in „Dunlop Slazenger“ umbenannt. 2004 übernahm schließlich „Sports Direct International“ diesen Bereich für 40 Mio. £ und verkaufte die Rechte am europäischen Golfgeschäft an JJB Sports.